# Búger

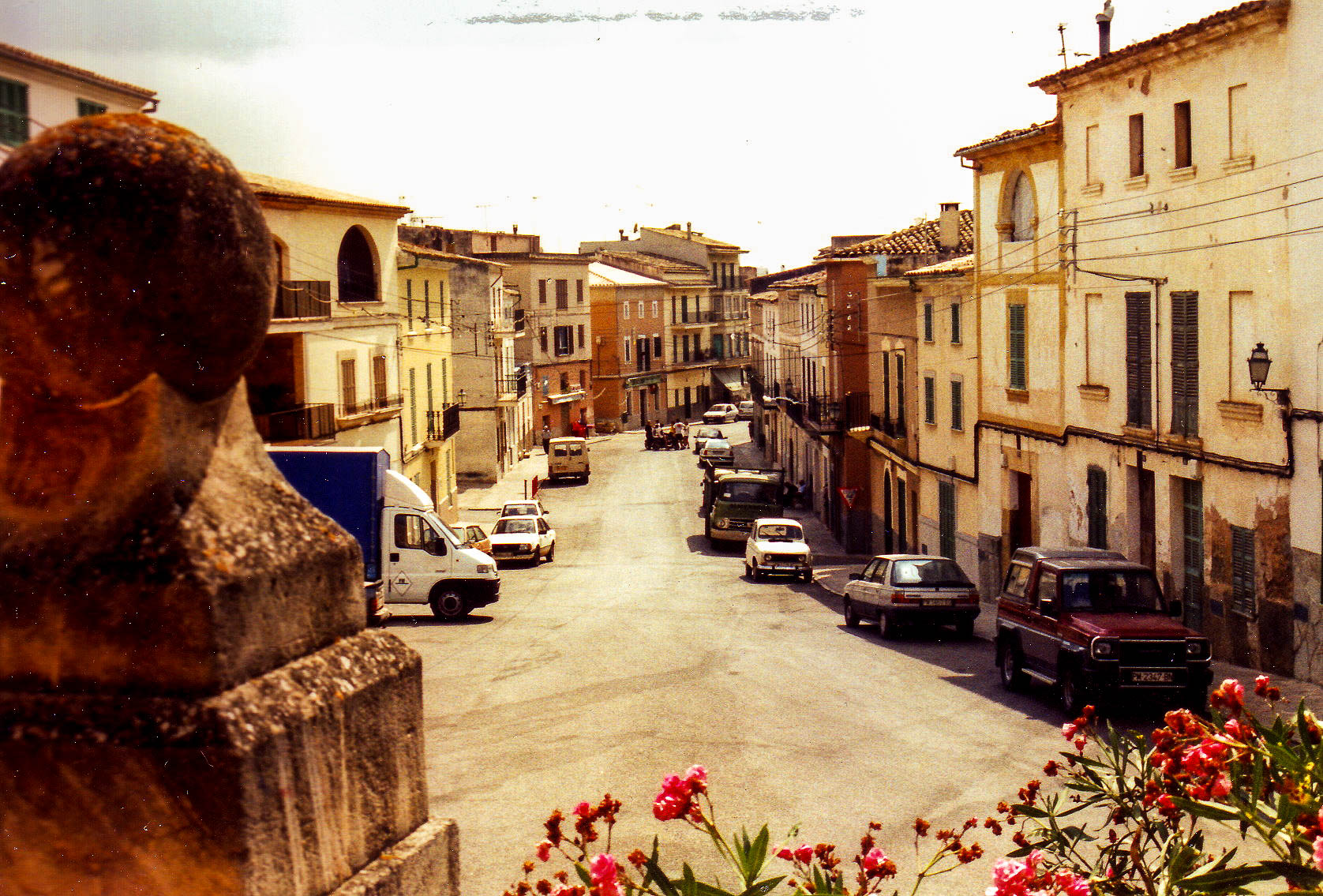
Carrer Major (1998)

Búger ist die flächenmäßig kleinste Gemeinde auf der spanischen Baleareninsel Mallorca.

## Statistische Daten
Die Gemeinde Búger hat eine Fläche von 8,27 km² mit 1.199 Einwohnern (Stand: 2024). Das entspricht einer Bevölkerungsdichte von 145 Personen pro km². Der Ort Búger selbst hat 820 Einwohner. Im Jahr 2006 betrug der Ausländeranteil 16,7 % (177), der Anteil deutscher Einwohner 4,1 % (44). 1991 waren 90,34 % der Einwohner Mallorquiner, 6,19 % kamen aus anderen spanischen Provinzen und nur 3,47 % waren Ausländer. Die höchste Einwohnerzahl wurde 1860 mit 1.228 Einwohnern notiert. Ein Teil der Bevölkerung besitzt keine Schulbildung (73 Einwohner), der Großteil hat einen Grundschulabschluss (423 Einwohner) oder die Mittlere Reife (196 Personen) und nur wenige haben einen Hochschulabschluss (22 Personen). Amtssprachen sind Katalanisch (català) und Kastilisch (castellano). Der auf der Insel gesprochene katalanische Dialekt wird Mallorquí genannt.

## Geografie

### Lage
Búger liegt zwischen Campanet und Sa Pobla im nördlichen Teil von Mallorca in der Gemarkung Raiquer und wird von einer 80 bis 105 Meter hohen Hügelkette umgeben, an die sich im Westen, Süden und Osten eine Ebene anschließt. Durch diese Ebene fließen der kleine Torrent de Can Llobina und der große Torrent de Massanelle.

### Klima
In Búger werden das ganze Jahr über Niederschläge registriert. Der trockenste Monat ist der Juli mit durchschnittlich 10,1 l/m². Die höchste Niederschlagsmenge verzeichnet man im Oktober mit 80,9 l/m². Vom 9. bis 11. Oktober 1842 regnete es so stark, dass die Wassermühle zerstört wurde.

## Geschichte
Der Name Búger stammt aus der maurischen Vorgeschichte der Stadt. Hier stand nur ein inzwischen aufgelassenes Gehöft namens Bujar de Rahal Algebel. Im Buch über die Aufteilung Mallorcas (von 1232) ist die Gemeinde Búger als ein bekannter Bauernhof verzeichnet.
Búger verfügt, obwohl es die kleinste Gemeinde auf Mallorca ist, über ein beachtliches geschichtliches Vermächtnis. Erste menschliche Spuren sind in der Höhle von Can Mossenya am Südhang des Puig de Sa Mata Grossa hinterlassen. die Talayotsiedlung von Rafal de Puig ist ein weiterer bedeutender Fund aus der Vorgeschichte der Talayot-Kultur. Zur Zeit der Römer wurde die Besiedlung durch die Nähe zur Römerstraße Palma-Pollentia vorangetrieben. Unter den Arabern begünstigten gute Bewässerungsvoraussetzungen den Bau von Wassermühlen und ließen den Gemüseanbau florieren.
Als im Jahre 1229 die Katalanen die Insel eroberten und eine Landaufteilung vornahmen, wurde das Dorf dem Königtum von Barcelona unterstellt. Durch langwierige Vorherrschaftskämpfe auf politischem und kirchlichem Gebiet zwischen Campanet und Sa Pobla im 13. und 14. Jahrhundert gehörte Búger – wie auch Ullaró – zunächst Campanet an. Später, im Zuge der Ortszusammenlegungspolitik, erhielt Sa Pobla die Vorrangstellung und ab dem Jahre 1368 gehörten Búger und Ullaró der Gemeinde von Campanet an. Búger wurde im Gemeinderat von vier Ratsmitgliedern, einem Schöffen und einem Schätzungsbeamten vertreten.
Landwirtschaft und Viehzucht gewannen im 14. Jahrhundert zunehmend an Bedeutung. Großgrundbesitzer besetzten so wichtige Ämter wie Schöffe, Oberbürgermeister und Stadtrat. Die Bauern nahmen am nationalen Volksaufstand (1451–1453) teil, einige Grundbesitzer unterstützen die Volksaufstände der Zunftbruderschaften (1521–1523) gegen Adlige und ihre Privilegien. Bauern- und Handwerkeraufstände endeten immer öfter im Banditentum und führten 1666 zu einer allgemeinen Verfolgung der Aufständischen. All diese geschichtlichen Wendungen spiegeln die Vitalität dieses scheinbar unbedeutenden Fleckens wider.
Zwischen 1563 und 1576 errichteten die Bürger von Búger ihre erste eigene Kirche, die Església de Sant Pere, und 1599 die Kapellen der Roser und des Sant Jordi.
Auf diese positive Epoche folgend wurde die Bevölkerung der Stadt von der Pest befallen, und das Banditentum nahm zu. Im 17. Jahrhundert trat eine Zeit des wirtschaftlichen und demografischen Wachstums ein. 1700 zählte der Ort 863 Einwohner und auf Veranlassung des Vikars Paieres Estrany wurde eine neue Kirche erbaut.
Der Spanische Erbfolgekrieg (1700–1715) konfrontierte Bourbonen und Habsburger. Am Ende des 18. Jahrhunderts blühte auch in Búger ein gewisser Handel auf, was sich in einer großzügigeren Bauweise, Verbesserungen in der Landwirtschaft und anderem widerspiegelte. Herrschaftliche Familien aus Palma, Inca oder Sa Pobla besaßen bedeutende Besitztümer in Búger. Handwerker und Tagelöhner bildeten die gesellschaftliche Schicht am Ende des 18. Jahrhunderts.
Die Reformen, die der Liberalismus im 19. Jahrhundert mit sich brachte, führten dazu, dass Búger mit der Verfassung von Cádiz eine selbstständige Gemeinde wurde, auch wenn die kirchliche Unabhängigkeit erst im Jahre 1913 erfolgte.
| Jahr      | 1842  | 1877  | 1887  | 1900  | 1910  | 1920  | 1930  | 1940  | 1950  | 1960  | 1970  | 1981  | 1991 | 2001 | 2011  |
| --------- | ----- | ----- | ----- | ----- | ----- | ----- | ----- | ----- | ----- | ----- | ----- | ----- | ---- | ---- | ----- |
| Einwohner | 1.145 | 1.221 | 1.239 | 1.173 | 1.176 | 1.155 | 1.205 | 1.086 | 1.026 | 1.033 | 1.021 | 1.019 | 921  | 950  | 1.047 |

## Politik
Das politische Leben nach der Unabhängigkeit und während der Restauration war geprägt von der Hegemonie der Familie Mascaró. Pere Josep Mascaró übte von 1872 bis 1896 und Antoni Mascaró von 1902 bis 1917 das Amt des Bürgermeisters aus. In Búger wurde jedoch, im Gegensatz zu anderen Gegenden Mallorcas, diese feudalistische Vorherrschaft der Großgrundbesitzer abgeschwächt durch das Aufkommen einer bedeutenden Gruppe an kleinen und mittleren Grundbesitzern, Handwerkern, vor allem Schustern sowie Auswanderern, die mit neuen Ideen in ihre Heimat zurückkehrten. Diese Situation herrscht auch heute noch vor. Die politische Führung liegt heute bei der UM Partei, die auch den Bürgermeister Miquel Amengual Martorell und den 1. Stadtrat Francisco Sebastià Ferrer stellt. UM (Unió Mallorquina) Eine Partei die sich das Ziel gesetzt hat, mit eigenen politischen Instrumenten, weit von den Richtlinien der Parteifreunde in Madrid, die Zukunft auf Mallorca zu gestalten. Sie wurde im Oktober 1992 aus der UCD (Unió de Centre Democràtic) (Demokratische Zentrumsunion in Madrid) gegründet.

## Kultur und Sehenswürdigkeiten
Obwohl die Gemeinde Búger die kleinste der Insel ist, handelt es sich um eine landschaftlich schöne Umgebung, die einige Kunstschätze aufzuweisen hat. Hervorzuheben sei hier der Torrent de Búger der zum Süden hin eine natürliche Grenze bildet. Dieser Strom fließt an Steineichen vorbei und betrieb früher eine Wassermühle. Hervorzuheben sind auch die großen Waldflächen, die ein gutes Beispiel für die ehemals dichte Steineichenbewaldung des flachen Teils der Insel sind. Leider sind diese Wälder von Menschenhand stark abgebaut worden. Die verschiedenartige Landschaft haben dazu beigetragen, dass sich schon Anfang des 19. Jahrhunderts Menschen hier niederließen.
Das Interessante an Búger selbst sind keine herausragende Bauten, sondern die Harmonie beim Bau der einzelnen Gebäude, die sich bis zu dem kleinen Hügel mit Namen Búger erstrecken. Die Landbesitze von Son Alemany, Son Catxo, Son Costa, Son Genet, Ses Planes, Son Pons und Es Rafal sind die bedeutendsten der Gegend. Die 8 Windmühlen, die sich im Osten der Gemeinde befinden und so durch den Wind aus der Bucht von Alcúdia betrieben wurden, erkennt man schon von weitem. Ganz in der Nähe findet man die Kirche Sant Pere, eine schöne Kirche aus dem 17. Jahrhundert. Die Stiftung für akustisches Schaffen Fundacion Àrea Creació Acústica (ACA) ist über die Grenzen von Mallorca bekannt. Konzertsaal, Tonstudio und Büro sind in einem alten Bauernhaus untergebracht, die Wirkstätte des Musikers Antonio Caimari.
Weitere Sehenswürdigkeiten des Ortes Búger sind
- Molí de Can Garindo: Gegenwärtig die einzig restaurierte Windmühle mit Flügeln.
- Molí de Can Barraca: Die Mühlen bestimmen das Erscheinungsbild von Búger.
- Rosenkranzretabel: auch mit Mysterienretabel bezeichnet; stammt aus Ende des 16. Jahrhunderts und stellt die fünf Mysterien von Schmerz, Freude und Seligkeit dar.
- Fundació ACA (Àrea de Creació Acústica, wörtl.: Bereich zur akustischen Schöpfung): das Zentrum für moderne Musik wurde Anfang 1979 vom Komponisten Antoni Caimari i Alomar ins Leben gerufen. Ab 1985 steht es unter der Schutzherrschaft des Kultusministeriums der Balearenregierung.
- Creus de Terme: Die Wegekreuze spielten früher bei den Osterprozessionen eine große Rolle.
- Església de Sant Pere: Mitte des 16. Jahrhunderts erteilte der Bischof von Mallorca Búger die Erlaubnis, eine eigene Kirche zu errichten, denn viele Bürger mussten bis dahin, da es ihnen unmöglich war, sich nach Campanet zu begeben, ohne Empfang der Sakramente sterben.
- Kirchenorgel: Der Orgelbauer Pere Josep Bosch erbaute im Jahre 1763 im Kloster von Campos die Orgel der Kirche von Sant Pere. Sie besteht aus einem Doppelmanual, Hauptorgel mit elf Einzeleinsätzen sowie Schemel. Das Pedal ist durch sieben Klappen mit dem Manual verbunden.

### Feste in Búger
- Feria del Jai, Jahrmarkt, am ersten Maiwochenende. Hier wird die Hauptstraße zu einem Marktplatz. Vor der Kirche werden landwirtschaftliche Güter ausgestellt. Hinter der Kirche findet eine Tierschau mit Pferden, Federvieh, Schafen und vielem mehr statt. Neben dem Markt ist auch eine Bühne aufgebaut. Hier treten lokal bekannte Gruppen auf, die mallorquinischen Rock mit typischen Instrumenten spielen. Zu dieser Musik tanzt das gesamte Dorf in einer Art, die es z. B. in Deutschland nicht gibt. Spät abends wird die Bühne in das Gemeindehaus verlegt, und die Feier findet erst in den frühen Morgenstunden ihr Ende. Am Sonntag findet das große Gemeindeessen auf dem Hauptplatz statt.
- Festa de Sant Pere, Patronatsfest, am 29. und 30. Juni.

### Märkte in Búger
Wochenmarkt: Samstags, Carrer Major

## Wirtschaft

### Tourismus
Im Massentourismus spielt Búger kaum eine Rolle, sonst wäre die „Fundacion Àrea Creació Acústica“ (ACA), die Stiftung für Zeitgenössische Musik, auch am falschen Platz. Die verschlafene, winzige und auf zwei Hügel kauernde kleine Stadt, wo die Dorfbar mit ihrer Küche Cuina mallorquina  noch soziales Zentrum ist, lockt höchstens zu den Konzerten, die Antoni Caimari organisiert, Besucher an. Der seit Jahren geförderte gehobene Agrotourismus hat mit dem Agro-Hotel Son Pons, das im Gemeindegebiet von Buger liegt, neue Maßstäbe gesetzt. Dabei handelt es sich um ein ansehnliches Landgut mit über 150.000 m² Grundfläche.
Im Jahr 1990 wurde das Anwesen unter Naturschutz gestellt und ein allgemeines Jagdverbot auferlegt. Das Haupthaus datiert auf das 16. Jahrhundert zurück und wurde unter Berücksichtigung der Eigentümlichkeiten der früheren Bauweise auf der Insel restauriert: So blieben beispielsweise Schilfrohrgeflechte, Deckenbalken und Steinmauern (Tanca-Mauer) erhalten, gleichzeitig wurden aber modernste Einrichtungen wie Zentralheizung und Klimaanlage eingebaut. Auf Grund seines historischen Wertes findet das Haus auch seine Nennung in der Enzyklopädie Mallorcas.